# Carme Llorens i Gilabert
Carme Llorens i Gilabert (Barcelona, 1927 – 1 d'abril de 2020) fou una esmaltadora i orfebre catalana.
Carme Llorens va ingressar de ben jove a l'Escola Massana, on estudià entre el 1942 i el 1950, especialitzant-se en l'esmalt al foc sobre metalls sota el mestratge de Miquel Soldevila i Valls; amb altres dels seus deixebles, formà part del que es coneix com a Escola de Barcelona d'esmalt. Anys més tard hi tornaria per formar-se com a orfebre. A la Massana hi va conèixer el seu marit, Jordi Vila i Rufas, retaulista i també professor de la institució.
A partir dels anys seixanta, Llorens va desenvolupar la seva carrera com a esmaltadora professional. Durant la seva llarga trajectòria el seu estil va evolucionar des de l'academicisme dels seus primers treballs a una progressiva experimentació amb tècniques i materials diversos, amb un creixent treball de les textures. Va participar regularment en mostres nacionals i internacionals, a més de realitzar nombroses exposicions personals. La seva obra, habitual en galeries d'art, és present en diverses col·leccions privades i està representada en el Museu del Disseny de Barcelona i en el Museu de l'Esmalt Contemporani de Salou. En el moment de la seva mort, causada per l'epidèmia de Covid-19, era la degana del Centre d'Informació i Difusió de l'Art de l'Esmalt (CIDAE).